# 札幌市立向陵中学校
札幌市立向陵中学校（さっぽろしりつ こうりょうちゅうがっこう）は、北海道札幌市中央区北4条西28丁目にある公立中学校。
中央区の住宅と繁華街が混在する地域にある。地下鉄西28丁目駅のエレベータ昇降口が校地に隣接している。
1959年（昭和35年）開校の札幌市立陵北中学校、1986年（昭和61年）に開校した札幌市立宮の森中学校の母体校である。また校歌の作曲者は、ゴジラのテーマ曲の生みの親で知られる伊福部昭である。　　　　　
近年、主に以下の小学校から生徒が入学する傾向がみられる。
円山小学校　桑園小学校　日新小学校　宮の森小学校　資生館小学校　二条小学校　山の手南小　盤渓小学校　

## 沿革
- 1948年
  - 4月1日 - 札幌市立第七中学校として新設[1]
  - 4月15日 - 開校式、入学式を札幌市立円山小学校にて挙行[1]
  - 4月20日 - 授業開始（円山小学校・桑園小学校の校舎を借用）[2]
  - 6月10日 - 札幌市立向陵中学校に改称[1]
- 1949年
  - 10月1日 - 校歌制定[1]
  - 10月15日 - 旧校舎完成[1][注釈 1]
- 1970年3月18日 - 新校舎落成[1]
- 1973年10月17日 - PTAが文部大臣より団体表彰[1]
- 1982年10月13日 - 第30回全日本吹奏楽コンクール銀賞[1]
- 1984年10月28日 - 全国吹奏楽コンクール銀賞[1]
- 1985年11月8日 - EC訪日団来校[1]
- 1986年
  - 3月25日 - 宮の森中学校開校に伴い一部生徒移動[1]
  - 10月30日 - 格技場完成記念式典・日本庭園完成[1]
- 1987年8月20日 - グラウンド改修完成[1]
- 1998年10月31日 - 開校50周年記念式典[1]
- 2007年 - 開校60周年記念式典
- 2018年 - 開校70周年記念式典
- 2023年9月-学校建て替え工事開始。
- 2023年10月20日 - 第71回全国吹奏楽コンクール銀賞

## 教育目標
1. 高い知性 - 自ら知識を磨き、すすんで創造する力を養う
2. 豊かな感性 - 自然や人間の美しさを愛し、情操を豊かにする
3. 強い意志 - 強い意志を持ち、節度ある行動をする
4. 逞しい心身 - 体を鍛え、明朗で健康な心身を養う
5. 健全な社会性 - 自主独立の気風を養い、社会連帯の精神を身につける

## 校訓
- 明朗闊達

- 自主独立

## 校歌
1.朝霧晴れて　風芳しく
　手稲の連峰　雲青きところ
　石狩の野に　毅然とたてる
　学び舎　向陵中学校
2.夕かげ淡く　北斗またたき
　鐘の音　遠く　野を渡るところ
　気高き望に　あこがれ集う
　我等の幸を　たたえずや
3.明るき　庭に　肩くみかわし
　まことの　一路　ふみゆくところ
　若き　命は　泉と湧きて
　久遠の園う　花咲かん

飯田広太郎　作詞　伊福部昭　作曲

## 出身者
- 荒木俊夫（政治学者）
- 玉木祥護（バスケットボール選手）
- 秋元正博（スキージャンプ選手）
- 石黒彩（タレント）
- 内山斉（元読売新聞社社長）
- 栗塚旭（俳優）
- 佐々木裕次（東京大学大学院教授）
- 相米慎二（映画監督）
- 田中正樹（札幌交響楽団ステージマネージャー）
- 田中裕子（女優）
- 中川比佐子（ファッションモデル）
- 湊雅史（ドラマー）
- 村井祐児（クラリネット奏者）
- 藪淳一（元北海道放送アナウンサー）

## 研究主題
- 「学ぶ側に立つ」教育の実践
  - 副主題 - 「確かな学力」と「豊かな人間性」をはぐくむ授業を求めて